# 毛斑蛾科
毛斑蛾科（學名：Phaudidae）是鱗翅目昆虫之下的一個科，斑蛾總科的成員。臭名昭著的朱紅毛斑蛾（Phauda flammans）正是本科物種。

## 形態描述
中小型（翼展最長在 20 毫米左右），五顏六色的蝴蝶。毛斑蛾屬的物種或多或少呈猩紅色，翼尖顏色較深，觸角黑色。頭小，有長而梳齒的觸角。前翅長而細長，有短毛流蘇，後翅約。前翅長3/4，有中長毛流蘇。身體呈圓柱形，後身覆蓋著相當長的、突出的毛髮（管狀清潔器）。腿中等長，沒有明顯的毛髮覆蓋。幼蟲看起來像鳥糞，從而避免被鳥類吃掉。

## 分類
本科只包括下列三個屬：
- Alophogaster（英语：Alophogaster）
- 毛斑蛾屬 Phauda（英语：Phauda）
- Phaudopsis（英语：Phaudopsis）

## 外部連結
Template:Lepidoptera